# St Clears
St Clears (in gallese: Sanclêr) è una cittadina di circa 2.000 abitanti del Galles sud-occidentale, facente parte della contea del Carmarthenshire  (contea cerimoniale: Dyfed) e situata lungo la confluenza dei fiumi Guinning e Tâf.

## Geografia fisica

### Collocazione
St Clears si trova tra Narberth e Laugharne (rispettivamente a nord-est della prima e a nord-ovest della seconda), a 15 km a sud-ovest di Carmarthen.

## Società

### Evoluzione demografica
Al censimento del 2011, St Clears contava una popolazione pari a 1.989 abitanti. Nel 2001, ne contava invece 1.597.

## Edifici e luoghi d'interesse

### Castello di St Clears
A St Clears sorgeva un tempo un castello risalente probabilmente all'XI secolo e di cui non rimane quasi nulla.

## Sport
- St Clears Rugby Football Club, squadra di rugby[6]